# QST (журнал)
QST — ежемесячный журнал, посвящённый вопросам любительской радиосвязи. Издаётся в США Американской лигой радиолюбителей (ARRL) с декабря 1915 г. по сей день. Название взято из международного Q-кода и означает «Сообщение для всех радиолюбителей». «QST» — одно из первых в мире периодических изданий по этой тематике и старейшее из существующих.